# Samuel E. Wright
Samuel Edward Wright más conocido como Samuel Wright (Camden, Carolina del Sur; 20 de noviembre de 1946-Walden, Nueva York; 24 de mayo de 2021) fue un cantante estadounidense de ascendencia caribeña, africana y europea, es más conocido por interpretar a uno de los cangrejos más influyentes para niños, Sebastian el cangrejo en La sirenita y por interpretar la canción «Bajo el mar», la cual obtuvo un Premio Óscar a la mejor canción, además interpretó una parte de Mufasa en el musical de Broadway El rey león.

## Carrera
Wright ha estado nominado dos ocasiones a los Premios Tony por su interpretación en The Tap Dance Kid y por su interpretación de Mufasa en El rey león. Samuel interpretó a Turk en la serie Enos además interpretó a Jericho en la serie de FOX Jonny Zero

## Muerte
Falleció el 24 de mayo del 2021, en su casa en Walden, Estados Unidos, después de haber batallado contra un cáncer de próstata durante tres años.

## Filmografía
- Enos (1980–1981) como El oficial Turk
- La Sirenita (1989) como Sebastian el Cangrejo
- La Sirenita la Serie (1992–1994) como Sebastian el Cangrejo
- Raw Toonage (1992) como Sebastian el Cangrejo
- Marsupilami (1993) como Sebastian el Cangrejo
- Dinosaurio (2000) como Kron
- La Sirenita 2 (2000) como Sebastian el cangrejo
- La casa de Mickey Mouse (2001–2003) como Sebastian el cangrejo
- La Sirenita: El comienzo de Ariel (2008) como Sebastian el Cangrejo
- Teletón Colombia de 2015 (2015) como Sebastian el Cangrejo y El Mismo

## Premios y nominaciones

### Premios Grammy
| Año  | Categoría              | Trabajo                                       | Resultado |
| ---- | ---------------------- | --------------------------------------------- | --------- |
| 1991 | Mejor Álbum para Niños | La Sirenita: Un Álbum original de Walt Disney | Ganador   |

## Discografía
- La Sirenita
- Sebastian:... Party Gras!

## Música
Wright es conocido por cantar en la banda sonora de La sirenita en las canciones Bajo el mar, la cual ha sido traducida a más de quince idiomas además de estar nominada a los Premios Óscar, y Besa a la chica, traducida a más de cinco idiomas. También cantó soul en 1973 para Paramount.